# Haemaphysalis parmata
Haemaphysalis parmata är en fästingart som beskrevs av Neumann 1905. Haemaphysalis parmata ingår i släktet Haemaphysalis och familjen hårda fästingar.
Artens utbredningsområde är Etiopien. Inga underarter finns listade i Catalogue of Life.